# Hyliota australis
Hyliota australis е вид птица от семейство Hyliotidae.

## Разпространение
Видът е разпространен в Ангола, Замбия, Зимбабве, Демократична република Конго, Кения, Малави, Мозамбик, Танзания и Южна Африка.